# فاسيلي متروخين
فاسيلي نيكيتيتش متروخين (بالروسية: Василий Никитич Митрохин)  (ولد في 3 مارس 1922 وتوفي في 23 يناير 2004) كان مؤرشفًا وأحد كبار المسؤولين لدى أجهزة المخابرات الخارجية في الاتحاد السوفييتي، وأول رئيس للجنة الاستخبارات الروسية أو كما تدعى بالكي جي بي، والذي انشق عنها ورحل إلى المملكة المتحدة في عام 1992 بعد تزويد السفارة البريطانية في ريغا بملفات تخص الاستخبارات الروسية والتي عرفت لاحقًا بأرشيف متروخين. كشفت الملفات التي قدمها متروخين لجهاز الاستخبارات البريطاني عددًا غير مقدر من العملاء الروس من بينهم العميلة ميليتا نوروود.
شارك متروخين مع كريستوفر أندرو في تأليف كتاب «أرشيف متروخين: المخابرات الروسية في أوروبا والغرب»، والذي يرتكز عليه عدد هائل من عمليات الاستخبارات التي يقوم بها الاتحاد السوفييتي. نُشر الجزء الثاني من الكتاب بعنوان «أرشيف متروخين 2: الاستخبارات الروسية في العالم»، لاحقًا بعد وفاته.

## تعليمه
ولد متروخين في يوراسوفو في روسيا الوسطى التابعة للجمهورية الاشتراكية السوفيتية الاتحادية الروسية. التحق بمدرسة المدفعية بعد مغادرته المدرسة، ثم التحق بالجامعة في جمهورية كازاخستان الاشتراكية السوفييتية وتخرج بشهاديتن في التاريخ والقانون.

## المهنة

### الجيش
مع اقتراب نهاية الحرب العالمية الثانية، عمل متروخين في مكتب المدعي العام في خاكيف التابعة لجمهورية أوكرانيا الاشتراكية السوفييتية. عمل في وزارة أمن الدولة التابعة للاتحاد السوفييتي كضابط مخابرات أجنبي عام 1984. عمل لأول مرة خارج بلاده عام 1952.
خلال خمسينيات القرن الماضي، خدم متروخين ضمن العديد من المهام السرية في الخارج. على سبيل المثال، رافق الفريق السوفييتي في الألعاب الأولمبية في أستراليا عام 1956. نُقل في وقت لاحق بنفس العام من العمليات الاستخبراتية إلى العمل كأول رئيس إدارة أرشيف الاستخبارات الروسية بعد أن أساء عمله في مهمة استخباراتية، وأخبروه بعدها أنه لن يعمل في مجال الاستخبارات مرة أخرى.

### تحرره من الوهم
يُرجع متروخين بدايات تحرره الفكري إلى خطاب نيكيتا خروتشوف الشهير حول الحزب الشيوعي السوفيتي والذي انتقد فيه جوزيف ستالين، لكن على ما يبدو توجد شكوك خفية له في السابق. استمر لسنوات بالاستماع إلى إذاعة البي بي سي وصوت أمريكا، مدركًا حجم الفجوة بين تقاريرهم وبروباغاندا الحزب الشيوعي.
صُدم متروخين خلال نظره إلى الوثائق المؤرشفة من مدى القمع السياسي الذي تمارسه الاستخبارات تجاه الشعب السوفييتي، إذ قال في ذلك: «لم أستطع تصديق ذلك الشر، كل شيء كان مخططًا له وقد سبق إعداده والتفكير به، لقد كانت قراءتي لتلك الأشياء صدمة كبيرة».
أشرف بين عامي 1972 و1984 على نقل أرشيف مديرية الاستخبارات من لوبيانكا إلى المقر الجديد في ياسينيفو، وخلال قيامه بذلك، نسخ وكتب ملاحظات كبيرة ومفصلة من هذه الوثائق من الأرشيف. تقاعد عام 1985.

### انشقاقه
خلال الحقبة السوفييتية، لم يحاول متروخين التواصل مع أي من أجهزة الاستخبارات الغربية. بعد تفكك الاتحاد السوفييتي عام 1991، سافر إلى لاتفيا وبحوزته نسخ من الأرشيف وقدمها إلى السفارة الأمريكية في ريغا. لم تعتبره وكالة الاستخبارات المركزية شخصًا ذا مصداقية، واعتبرت أن ما بحوزته من مستندات قد تكون مزورة. ذهب بعدها إلى السفارة البريطانية والتقى هناك بشاب دبلوماسي قدّر إمكاناته. بعد اجتماع دام شهر مع واحد من ممثلي جهاز المخابرات البريطانية، استُردّ ما يقارب 25000 صفحة من ملفات مخبأة في منزله تغطي معلومات عن عمليات منذ الثلاثينيات حتى ذلك الوقت. تم ترحيله مع عائلته إلى بريطانيا بعد ذلك. على الرغم من عدم منع الحكومة الروسية في عهد الرئيس يلتسن السفر الحر للأعضاء النشطين أو المتقاعدين في أجهزة المخابرات أو أفراد عائلاتهم، فقد سُجن ضابط المخابرات البريطانية ريتشارد توملينسون عام 1997 لمحاولته نشر كتاب حول حياته المهنية، والذي شارك في استرداد الوثائق من حاويات مخبأة تحت أرضية منزل الداتشا (منزل موسمي مصنوع من الخشب مشهور في مدن روسيا والاتحاد السوفييتي سابقًا).